# Endamaghang
Endamaghang è una circoscrizione rurale (rural ward) della Tanzania situata nel distretto di Karatu, regione di Arusha. Conta una popolazione di 16 267 abitanti (censimento 2012).